# جيف هيلتون
جيف هيلتون (بالإنجليزية: Geoff Hilton)‏ هو سياسي أسترالي، ولد في 13 أكتوبر 1947. نشط حزبياً في حزب العمال الأسترالي. وقد انتخب عضو المجلس التشريعي الفيكتوري.